# Alfred Maluma
Alfred Leonhard Maluma (ur. 12 grudnia 1955 w Lukani, zm. 6 kwietnia 2021 w Dar es Salaam) – tanzański duchowny katolicki, biskup diecezjalny Njombe w latach 2002-2021.

## Życiorys
Święcenia kapłańskie otrzymał 17 listopada 1985 i został inkardynowany do diecezji Njombe. Po krótkiej pracy w parafii katedralnej został kapelanem jednej ze szkół, zaś w 1989 rozpoczął na Akademii Alfonsjańskiej studia doktoranckie z teologii moralnej. Po powrocie do kraju w 1994 został wykładowcą tego przedmiotu w seminarium w Peramiho.
8 czerwca 2002 papież Jan Paweł II mianował go biskupem diecezjalnym Njombe. Sakry udzielił mu 1 września 2002 metropolita Dar-es-Salaam - arcybiskup Polycarp Pengo.